# Engelsk auktion

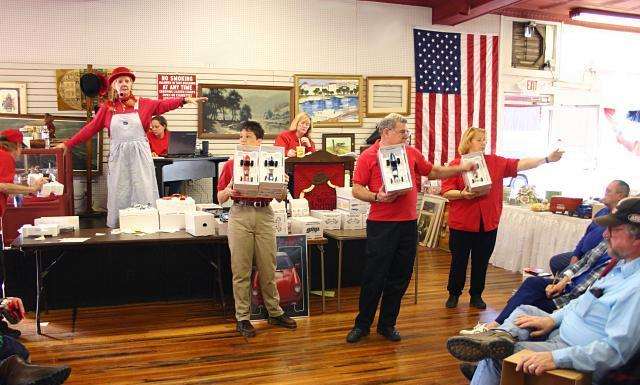
En auktion med auktionsförrättare - inte sällan en karismatisk och snabbtalande person

I en engelsk auktion (eller öppen-utrops-auktion) börjar auktionsförrättaren auktionen med ett reservationspris (det lägsta acceptabla priset) och tar sedan emot högre och högre bud ända tills ingen köpare vill öka sitt bud. Föremålet säljs därefter till den som gett det högsta budet.
”Engelsk auktion” används i Sverige vid tvångsförsäljningar av fast egendom, det vill säga vid exekutiv försäljning via Kronofogdemyndigheten och i de fall en domstol utsett en god man för försäljning av samägd egendom (där delägarna ej kommer överens) se Lag (1904:48 s.1) om samäganderätt 6§. Åtminstone i goda tider utgör tvångsförsäljningarna en ringa del av totala antalet försäljningar.

## Varianter
Det finns flera varianter till denna auktionstyp. Ibland så hålls reservationspriset hemligt. Detta kan förhindra att grupper av köpare går ihop och kommer överens om att inte bjuda över varandras bud (vilket gör det slutgiltiga priset lägre). Ibland kan buden ges med signaler i stället för genom rop. 
Engelsk auktion är en typ av auktion, som främst lämpar sig för prissättning av lös egendom. Värdefull konst och antikviteter klubbas på ca 90 sekunder vid kvalitetsauktioner. Enklare föremål klubbas på ca 20 sekunder vid stadsauktioner och bondeauktioner. Auktionstypen är öppen, nytt bud läggs med vetskap om redan lagda bud. Det nya budet brukar väljas Tick-size, det vill säga obetydligt högre än redan lagda bud. 

## Historia
I Samuel Pepys (1633-1703) berömda dagbok från London beskrivs ett förstadium till engelsk auktion, där Amiralitetet 1660-11-06 samt 1662-09-03 på auktion sålde utrangerade fartyg. "The sale of ships by an inch of candle".
En brinnande talgdank placerades framme på podiet. Budgivningen pågick under 15 à 20 minuter och endast så länge ljuset brann. Högsta ropade bud strax innan ljuset slocknade fastställde slutpriset. Candle auction uppfanns ca 1490. Metoden var opraktisk och från ca 1674 övergick man alltmer till den modernare metoden, där auktionsförrättaren bedömer, när ytterligare bud ej tycks komma och i raskt tempo räknar till tre och slår klubban i bordet, varvid slutpriset är fastställt och (vid lös egendom) juridiskt bindande för säljaren och köparen.
Där ingen värdering finns och inget utropspris är fastställt på förhand gör auktionsförrättaren en förhandsgissning av var slutpriset kan komma att hamna. Därefter frågar auktionsförrättaren auditoriet: "Får jag ett bud på U kronor", där U är att anse som utropspris eller auktionistens SOB,  "Suggested Opening Bid". Det är för auktionsförrättaren synnerligen önskvärt, att U omedelbart accepteras av någon budgivare, som medelst handuppräckning eller (numrerad) spaduppräckning eller verbalt bekräftar, att budgivaren är beredd att köpa till det priset.
Erfarna auktionister väljer U på nivån ca 45 procent av förväntat slutpris för att uppnå en "flygande start".[källa behövs] Har väl ett första bud kommit från någon budgivare är auktionen i full gång och nya högre bud från andra budgivare kommer i rask takt. Speciellt vid auktionsförsäljning av antika föremål från främmande länder, förekommer att slutpriset rusar iväg och hamnar på 10 gånger utropspriset eller mer. Troligen har då några antikvitetshandlare från landet i fråga varit framme och bjudit upp priset till den nivå, som är vanlig i det landet för liknande objekt.[källa behövs] Svenska värderingsmän har ofta svårt att på förhand bedöma det rätta värdet på sådana objekt. Dessutom gäller regeln att "värdet sitter i betraktarens öga", ofta i långt högre utsträckning än i själva objektet. Det gör all förhandsvärdering ("estimate") av "enstaka objekt av högt värde" tämligen osäker. Just därför är engelsk auktion så värdefull som metod, speciellt om antalet budgivare är stort. Ju fler aktiva budgivare, dess högre precision vid prissättningen (slutpriset). Mer än 20 budgivare för ett lösöresobjekt är dock tämligen ovanligt. Dock noterades mer än 100 budgivare för vissa objekt, som såldes från dödsboet efter presidentänkan Jacqueline Kennedy-Onassis. Där var det objektens "proveniens" (tidigare ägarbild) snarare än objekten i sig, som gav upphov till de orimligt höga priser, som betalades. Exempelvis såldes helt vanliga begagnade enkla kuddar, som funnits i Vita Huset, till mångdubbelt det pris, som objekten betingade i nyskick i närmaste butik.